# تايلورزفيل (يوتا)
تايلورزفيل (بالإنجليزية: Taylorsville, Utah)‏ هي مدينة تقع في الولايات المتحدة في مقاطعة سالت ليك، يوتا. يقدر عدد سكانها بـ 60,227 نسمة ومساحتها 27.7 كم2 وترتفع عن سطح البحر 1,309 متر.

## التركيبة السكانية
حدّد مكتب تعداد الولايات المتحدة بيانات التركيبة السكانية لتايلورزفيل في تعداد الولايات المتحدة. في ما يلي، التركيبة السكانية حسب تعدادي 2000 و2010.

### تعداد عام 2000
بلغ عدد سكان تايلورزفيل 57,439 نسمة بحسب تعداد عام 2000، وبلغ عدد الأسر 18,530 أسرة وعدد العائلات 14,164 عائلة مقيمة في المدينة. في حين سجلت الكثافة السكانية 2,044.1 نسمة لكل كيلومتر مربع (5,294.2/ميل2). وبلغ عدد الوحدات السكنية 19,159 وحدة بمتوسط كثافة قدره 681.8 لكل كيلومتر مربع (1,765.9/ميل2).
وتوزع التركيب العرقي للمدينة بنسبة 85.55% من البيض و0.88% من الأمريكيين الأفارقة و1.03% من الأمريكيين الأصليين و3.04% من الأمريكيين ذوي الأصول الآسيوية و1.57% من سكان جزر المحيط الهادئ و5.37% من الأعراق الأخرى و2.55% من عرقين مختلطين أو أكثر و12.23% من الهسبانيون أو اللاتينيون من أي عرق.
بلغ عدد الأسر 18,530 أسرة كانت نسبة 46.4% منها لديها أطفال تحت سن الثامنة عشر تعيش معهم، وبلغت نسبة الأزواج القاطنين مع بعضهم البعض 59.5% من أصل المجموع الكلي للأسر، ونسبة 11.9% من الأسر كان لديها معيلات من الإناث دون وجود شريك،  بينما كانت نسبة 5.1% من الأسر لديها معيلون من الذكور دون وجود شريكة وكانت نسبة 23.6% من غير العائلات. تألفت نسبة 17.6% من أصل جميع الأسر من عدة أفراد يعيشون في نفس المنزل ونسبة 4.3% كانت تتألف من شخص يعيش بمفرده يبلغ من العمر 65 عاماً أو أكثر. وبلغ متوسط حجم الأسرة المعيشية 3.09، أما متوسط حجم العائلات فبلغ 3.52.
بلغ العمر الوسطي للسكان 27.8 عاماً. وكانت نسبة 30.6% من القاطنين تحت سن الثامنة عشر، وكانت نسبة 14.7% بين الثامنة عشر والرابعة والعشرين عاماً، ونسبة 28.9% كانت واقعةً في الفئة العمرية ما بين الخامسة والعشرين والرابعة والأربعين عاماً، ونسبة 19.4% كانت ما بين الخامسة والأربعين والرابعة والستين، ونسبة 6% كانت ضمن فئة الخامسة والستين عاماً فما فوق. يوجد لكل 100 أنثى 100.3 ذكر، ويوجد لكل 100 أنثى في الثامنة عشر من عمرها فما فوق 97.6 ذكر.
بلغ متوسط دخل الأسرة في المدينة 47,236 دولارًا، أما متوسط دخل العائلة فبلغ 51,553 دولارًا. وكان متوسط دخل الذكور 34,947 دولارًا مقابل 24,801 دولارًا للإناث. وسجل دخل الفرد الخاص بالمدينة 17,812 دولارًا. وكانت نسبة 4.5% من العائلات ونسبة 5.9% من السكان تحت خط الفقر، وكان من هؤلاء نسبة 7.4% تحت سن الثامنة عشر ونسبة 6% في الخامسة والستين من العمر وما فوق.

### تعداد عام 2010
بلغ عدد سكان تايلورزفيل 58,652 نسمة بحسب تعداد عام 2010، وبلغ عدد الأسر 19,761 أسرة وعدد العائلات 14,487 عائلة مقيمة في المدينة. في حين سجلت الكثافة السكانية 2,087.3 نسمة لكل كيلومتر مربع (5,406.1/ميل2). وبلغ عدد الوحدات السكنية 20,671 وحدة بمتوسط كثافة قدره 735.6 لكل كيلومتر مربع (1,905.2/ميل2).
وتوزع التركيب العرقي للمدينة بنسبة 78.24% من البيض و1.88% من الأمريكيين الأفارقة و0.96% من الأمريكيين الأصليين و3.90% من الأمريكيين ذوي الأصول الآسيوية و2.19% من سكان جزر المحيط الهادئ و9.42% من الأعراق الأخرى و3.41% من عرقين مختلطين أو أكثر و18.64% من الهسبانيون أو اللاتينيون من أي عرق.
بلغ عدد الأسر 19,761 أسرة كانت نسبة 39% منها لديها أطفال تحت سن الثامنة عشر تعيش معهم، وبلغت نسبة الأزواج القاطنين مع بعضهم البعض 54.9% من أصل المجموع الكلي للأسر، ونسبة 12.6% من الأسر كان لديها معيلات من الإناث دون وجود شريك،  بينما كانت نسبة 5.8% من الأسر لديها معيلون من الذكور دون وجود شريكة وكانت نسبة 26.7% من غير العائلات. تألفت نسبة 20.6% من أصل جميع الأسر من عدة أفراد يعيشون في نفس المنزل ونسبة 6.7% كانت تتألف من شخص يعيش بمفرده يبلغ من العمر 65 عاماً أو أكثر. وبلغ متوسط حجم الأسرة المعيشية 2.96، أما متوسط حجم العائلات فبلغ 3.43.
بلغ العمر الوسطي للسكان 31.4 عاماً. وكانت نسبة 27.4% من القاطنين تحت سن الثامنة عشر، وكانت نسبة 11.3% بين الثامنة عشر والرابعة والعشرين عاماً، ونسبة 28.7% كانت واقعةً في الفئة العمرية ما بين الخامسة والعشرين والرابعة والأربعين عاماً، ونسبة 23.6% كانت ما بين الخامسة والأربعين والرابعة والستين، ونسبة 9.1% كانت ضمن فئة الخامسة والستين عاماً فما فوق. وتوزع التركيب الجنسي للسكان بنسبة 49.5% ذكور و50.5% إناث.

## أعلام
- إدنا هاركر توماس
- ميلتون بنيون
- جين فولمير